# Tyto balearica
Tyto balearica és una òliba gegant extinta, que va viure a l'Europa occidental durant el Miocè superior, Pliocè i el Plistocè. Pesava uns 3 kg i feia més de 150 cm d'envergadura.

## Descobriment
Aquesta espècie va ser descrita el 1980. En un primer moment es va pensar que era endèmica de les Gimnèsies, i que podria tractar-se d'un cas de gegantisme insular. Més tard se'n van trobar restes a la península Ibèrica i al sud de França, així com a Sardenya, Còrsega i la península Itàlica.

## Història evolutiva
Es tracta d'una espècie relacionada amb l'òliba actual (Tyto alba). Probablement es va diferenciar com a espècie a la península Ibèrica o a les illes de la Mediterrània occidental. Es coneix una espècie d'òliba anterior a T. balearica, del Miocè mitjà, denominada Tyto sanctialbani, de la mida d'una òliba actual. Aquesta espècie va ser reemplaçada, durant el Miocè superior, per T. balearica.
Durant gran part de la seva història com a espècie, va ser l'únic rapinyaire nocturn present en la seva àrea de distribució, fet que indicaria que va ocupar un nínxol ecològic amb notable eficiència. Tanmateix, sembla que la major part de les seves poblacions desaparegueren cap finals del Pliocè. En aquest moment va produir l'evolució cap a un clima més humit al sud-oest d'Europa. Aquest canvi afavoriria l'expansió dels ecosistemes forestals, en detriment dels espais oberts que havien predominat durant l'etapa anterior. És possible que T. balearica resistís aquests canvis refugiant-se a les zones costaneres i a les illes però, tot i així, no va poder evitar l'extinció. Els darrers registres d'aquesta espècie corresponen al Plistocè mitjà de Còrsega.